# Maladie à virus Marburg
 Mise en garde médicale
La maladie à virus Marburg (MVM ; anciennement dénommée fièvre hémorragique Marburg) est une sévère maladie des primates humains et non-humains causées par l'un des deux marburgvirus, le virus Marburg (MARV) ou le virus Ravn (RAVV). La MVM provoque une fièvre hémorragique virale et les symptômes cliniques ne sont pas distincts de la  maladie à virus Ebola.